# Station Veendam
Station Veendam is een Nederlands spoorwegstation in Veendam aan de spoorlijn Stadskanaal - Zuidbroek en sinds 2011 eindstation van de spoorverbinding Groningen – Zuidbroek –Veendam. Daarnaast is het station het beginpunt van de museumspoorlijn van Museumspoorlijn STAR van Veendam via Stadskanaal naar Musselkanaal.

## Geschiedenis
Het station van Veendam werd geopend in 1910. Het stationsgebouw werd ontworpen op het Amsterdamse architectenbureau van Eduard Cuypers. Het lag aan de spoorlijn Stadskanaal – Zuidbroek, tot 1938 onderdeel van de Noordoosterlokaalspoorweg en later eigendom van Nederlandse Spoorwegen. Het is een NOLS-station van een afwijkend type. In 1953 werd het gesloten voor reizigerstreinen. De lijn Zuidbroek – Veendam – Stadskanaal – Musselkanaal bleef echter tot 1990 in gebruik voor goederenvervoer. Nadien bleef er nog goederenvervoer tussen Veendam en Zuidbroek. Sinds 2011 zijn het Rail Service Centrum en Nedmag alleen vanaf Zuidbroek bereikbaar. In 2005 kocht Museumspoorlijn STAR het stationsgebouw Veendam van NS Vastgoed.

### Museumspoorlijn

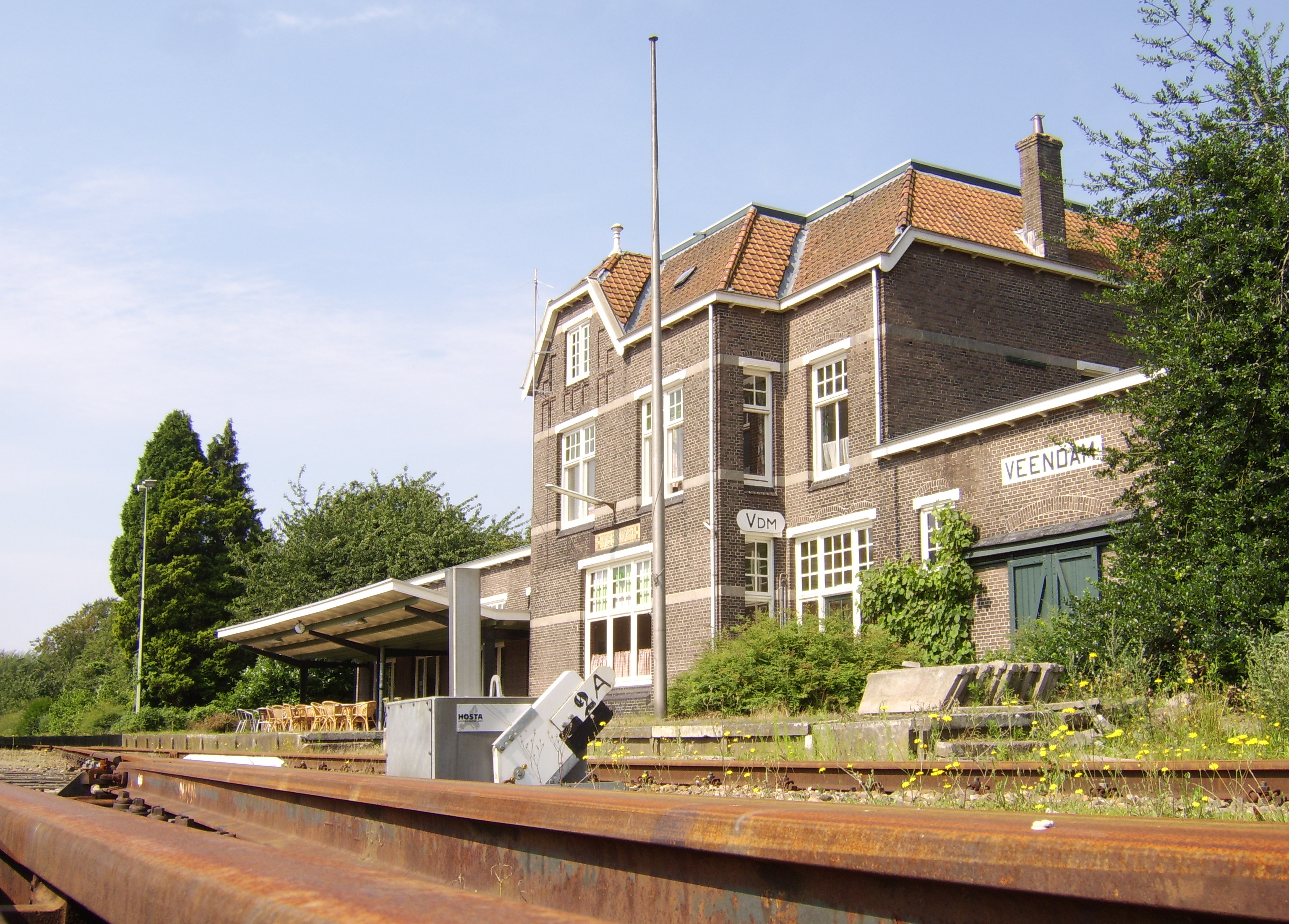
Museumspoorlijn STAR maakt gebruik van het oude stationsgebouw van Veendam.

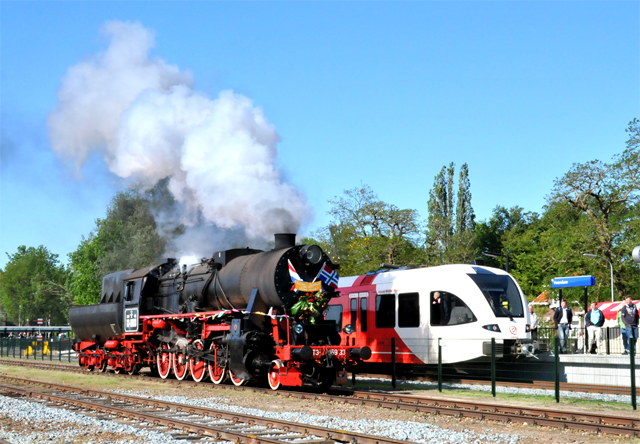
Opening op 1 mei 2011, met stoomlocomotief TE5933 van Museumspoorlijn STAR en een Spurt treinstel van Arriva.

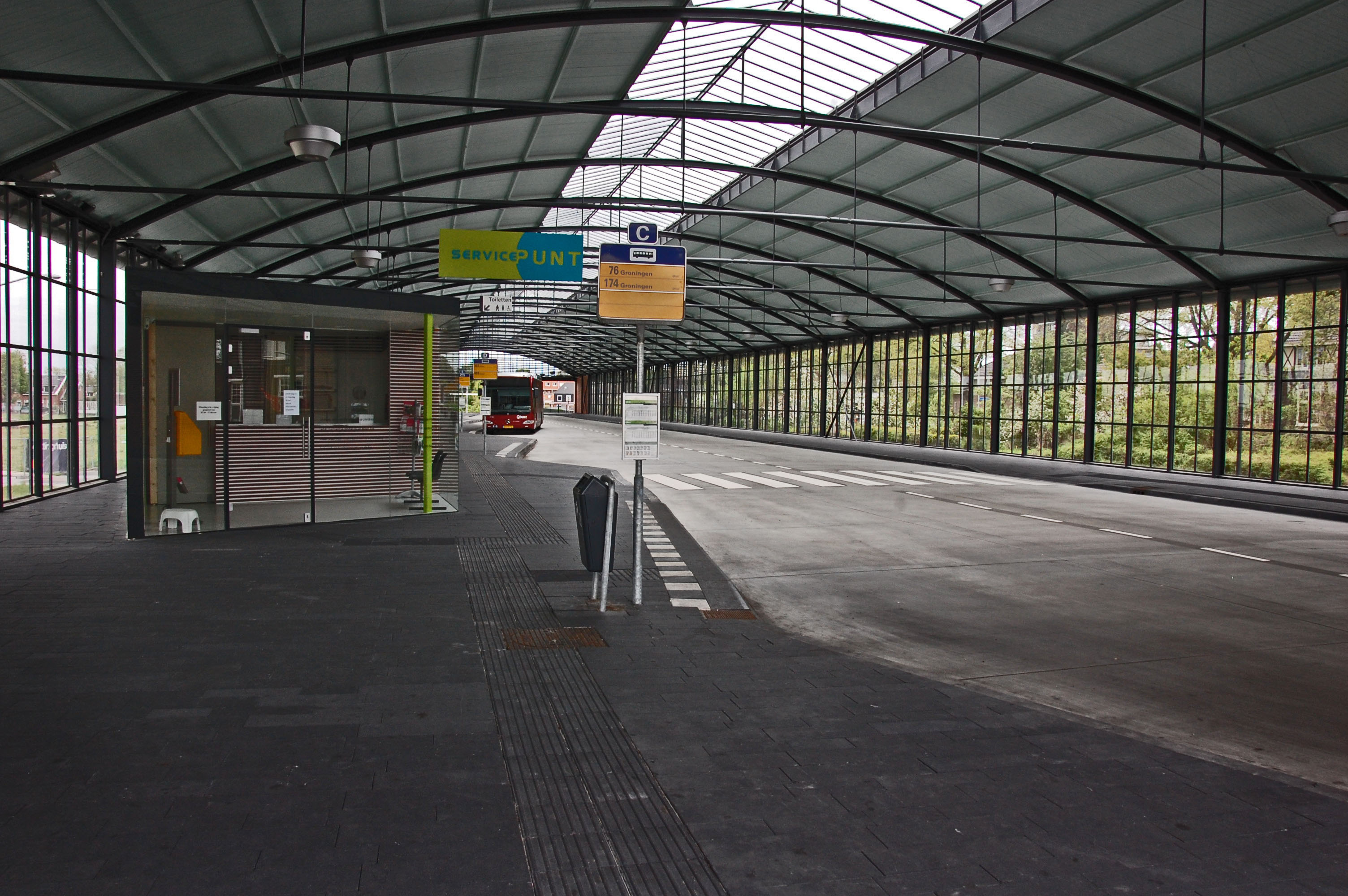
Het busstation van Station Veendam in de voormalige Jonkerloods

Vanaf het rijseizoen 1995 is het station het eindpunt voor de stoomtreinen van Museumspoorlijn STAR op de spoorlijn Veendam – Stadskanaal – Musselkanaal. Het stationsgebouw staat op de rijksmonumentenlijst.

### Heropening reizigersverbinding
Op 1 mei 2011 werd station Veendam na 57 jaar weer in gebruik genomen voor reizigersvervoer. Aanvankelijk wilde spoorwegonderneming Arriva al met ingang van de dienstregeling 2010 een halfuursdienst op het traject Groningen - Veendam rijden. Hiervoor werden vier extra Spurt-treinstellen besteld, die eind 2009 werden afgeleverd. Na bezwaren van de goederenvervoerders heeft ProRail echter eerst een tweede spoor langs de containerterminal moeten aanleggen, waardoor de reizigersdienst pas op 1 mei 2011 van start ging.
Voor de trein uit Groningen werd in Veendam een nieuw perron gebouwd aan een apart kopspoor, gescheiden van het emplacement. Dit emplacement wordt hoofdzakelijk gebruikt door Museumspoorlijn STAR. In de naast het station gelegen goederenloods, ook bekend als Jonkerloods, werd op 15 september 2011 een overdekt busstation geopend.

### Toekomstplannen
In 2019 is een akkoord bereikt tussen de provincie Groningen en Museumspoorlijn STAR om de spoorverbinding tussen Groningen en Veendam door te trekken naar Stadskanaal, de eerste trein zou per ingang van de nieuwe dienstregeling in december 2024 kunnen gaan rijden. 
Het eventueel nog verder naar Emmen zou volgens provincie Drenthe onrealistisch zijn, mede vanwege het gebrek aan staatssteun voor het dekkend krijgen van de begrote 400 miljoen euro voor de aanleg.
In het verleden is gesproken over het aanpassen van de spoorlijn bij Zuidbroek, waar een oostboog zou kunnen worden aangelegd zodat goederentreinen zonder kopmaken richting Duitsland kunnen. Concrete plannen zijn er echter niet.

## Boeken
- 'Eduard Cuypers, Leven & Werk en hoe hij verdween uit onze architectuurgeschiedenis', Obbe H. Norbruis (2025) Edam LM Publishers.

## Verbindingen
Op station Veendam stopt de onderstaande stoptrein:
| Serie      | Treinsoort         | Route                           | Bijzonderheden |
| ---------- | ------------------ | ------------------------------- | -------------- |
| 37800 RS 7 | Stoptrein (Arriva) | Groningen – Zuidbroek – Veendam |                |

0: Stadskanaal ·
3: Stadskanaal Pekelderweg ·
6: Nieuwediep ·
9: Bareveld ·
12: Wildervank ·
15: Veendam ·
18: Meeden-Muntendam ·
22: Zuidbroek
Appingedam · 
Bad Nieuweschans ·
Baflo · 
Bedum · 
Delfzijl · 
-West · 
Eemshaven ·
Grijpskerk · 
Groningen · 
-Europapark ·
-Noord ·
Haren · 
Hoogezand-Sappemeer · 
Kropswolde · 
Loppersum · 
Martenshoek · 
Roodeschool · 
Sauwerd · 
Scheemda · 
Stedum · 
Uithuizen · 
Uithuizermeeden · 
Usquert · 
Veendam · 
Warffum · 
Winschoten · 
Winsum · 
Zuidbroek · 
Zuidhorn
Voormalige stations: zie de lijst van voormalige spoorwegstations in Groningen